# كأس يوغوسلافيا 1959–60
كأس يوغوسلافيا 1959–60 هو الموسم 13 من كأس يوغوسلافيا. أشرف على تنظيمه اتحاد صربيا لكرة القدم، وكان عدد الأندية المشاركة فيه 1896، وفاز فيه نادي دينامو زغرب.